# Sport à Dunkerque
Le sport à Dunkerque est actuellement dominé par sept clubs évoluant dans six disciplines différentes. En 2002, Dunkerque, qui compte 27 000 sportifs licenciés, a été classée ville la plus sportive de France par le quotidien L’Équipe.

## Clubs actuels
| Équipe                                                   | Sport              | Fondé en | Ligue                 | Stade                    |
| -------------------------------------------------------- | ------------------ | -------- | --------------------- | ------------------------ |
| Union sportive du littoral de Dunkerque                  | Football           | 1909     | Ligue 2               | Stade Marcel-Tribut      |
| Dunkerque Grand Littoral Volley-Ball                     | Volley-ball        | 1965     | Nationale 2 masculine | Stades de Flandres       |
| Hockey sur glace Dunkerque                               | Hockey sur glace   | 1979     | Division 1            | Patinoire Michel Raffoux |
| Union Sportive Dunkerque Handball Grand Littoral         | Handball           | 1958     | Division 1            | Stades de Flandres       |
| Korvers de Dunkerque                                     | Baseball           | 1986     | Nationale 1           | Stade des Maraîchers     |
| Basket Club Maritime Gravelines Dunkerque Grand Littoral | Basket-ball        | 1984     | Pro A                 | Sportica                 |
| Dunkerque-Malo grand littoral basket club                | Basket-ball        | 1945     | Ligue féminine 2      | Salle Marc Burnod        |
| Dunkerque Mavericks                                      | Football Américain | 2010     | Régionale 1           | Stade du Fort Vallières  |

## Les compétitions à Dunkerque
Dunkerque a accueilli plusieurs manifestations sportives :
- Le départ du Tour de France 2001 s'est déroulé à Dunkerque
- Dunkerque a retrouvé le Tour de France en 2007, où elle a accueilli la deuxième étape.
- Les Quatre Jours de Dunkerque est une épreuve de cyclisme qui se déroule à Dunkerque et dans sa région.
- La plage a accueilli la 29e édition des Championnats d'Europe de char à voile, en 1991.
- Depuis sa création, le Tour de France à la voile part de Dunkerque, et la ville a son propre bateau, Courrier Dunkerque, déjà vainqueur de l'épreuve.
- La ville a accueilli les Championnats de France de natation, en grand bassin, en 1999, 2004, 2008 et 2012 et en petit bassin, en 2004.
- En 1983 sont organisés les Championnats d'Europe de billard carambole.
- Il s'y déroule régulièrement une étape du Grand Prix de triathlon.